# Американское общество негров-волшебников
Американское общество негров-волшебников (англ. The American Society of Magical Negroes) — американский комедийный художественный фильм режиссёра и сценариста Коби Либия. Главные роли в фильме исполнили Джастис Смит, Дэвид Алан Грир и Эн-Ли Боган.
Премьера фильма состоялась на кинофестивале «Сандэнс» 19 января 2024 года.

## Сюжет
Арен выставляет свою скульптуру из пряжи в художественной галерее, однако из-за неудачной попытки продать своё творчество, Арен напивается в баре, разбивает скульптуру и идет домой.
По пути он встречает пьяную белую женщину, которая пытается разобраться с банкоматом, она просит Арена помочь, на что он соглашается, однако пара белых ребят пытаются напасть на Арена, подумав что он пытается ограбить женщину. В перепалку вмешивается чёрный парень из бара Роджер. Разрядив ситуацию, Роджер знакомит Арена с обществом «негров-волшебников», задача которых спасти «своих» и придать уверенности белым.
Под руководством Роджера, Арен помогает полицейскому обрести уверенность на танцполе. На следующий день Арен знакомится с девушкой по имени Лиззи, с которой у них завязываются дружеские отношения.
Во время работы через приложение Meetbox Арен натыкается на профиль Джейсона, который как выясняется также влюблён в Лиззи, как и Арен. Роджер требует, чтобы Арен забыл про Лиззи и помог Джейсону заполучить её, ведь в этом и состоит их работа.
Арен встаёт против компании, на что общество требует стереть ему память и изгнать. Попытка стереть память рушит сообщество. Спустя время Арен воссоединяется с Лиззи в Лос-Анджелесе, где они приходят к миру и дружбе. Лиззи сообщает Арену в шутку о том, что тоже состоит в секретном обществе. В сцене после титров Лиззи входит в парикмахерскую, которая на деле является штаб-квартирой секретного общества поддержки жен и подруг.

## В ролях
| Актёр           | Роль          |
| --------------- | ------------- |
| Джастис Смит    | Арен          |
| Дэвид Алан Грир | Роджер        |
| Эн-Ли Боган     | Лиззи         |
| Дрю Тарвер      | Джейсон       |
| Микаэла Уоткинс | Мастерсон     |
| Аиша Хиндс      | Габбард       |
| Тим Бальц       | офицер Миллер |
| Руперт Френд    | Мик           |
| Николь Байер    | ДиДи          |

## Критика
На сайте Rotten Tomatoes фильм имеет 28 % рейтинг «свежести» на основе 64 рецензий кинокритиков. На Metacritic фильм имеет 52 балла из 100 возможных, на основе 20 рецензий.
Журден Серлз из Hollywood Reporter раскритиковала проект и режиссёра, отмечая, что фильм увяз в неспособности режиссёра заставить работать главную шутку фильма.
На международном кинофестивале в Палм-Спрингс режиссёр попал в список «10 режиссёров, за которыми следует следить в 2024 году».